# Isidoro Neves da Fontoura
Isidoro Neves da Fontoura (São Sepé, 7 de fevereiro de 1855 — Cachoeira do Sul, 30 de novembro de 1933) foi um militar e político brasileiro de ascendência portuguesa. Era filho do Coronel João Anchieta da Fontoura com Clara Augusta de Figueiredo Neves, irmã por parte paterna do General Joaquim de Andrade Neves, o primeiro e único Barão do Triunfo.
Membro do Clube Republicano de Cachoeira do Sul, ascendeu a líder local do PRR após a morte de Júlio de Castilhos em 1903, na chamada crise de hegemonia do Partido Republicano Rio-Grandense, graças ao apoio do presidente do então estado, Borges de Medeiros.
Foi intendente municipal de Cachoeira do Sul de 1908 a 1912, em 1913 insurgiu-se contra Borges de Medeiros por este indicar um desafeto seu para a composição da chapa republicana para a Assembleia, tendo recorrido à fraude, distribuindo cédulas eleitorais que suprimiam o nome de seu adversário. Como medida disciplinar, Borges de Medeiros obrigou Neves da Fontoura, candidato eleito, a renunciar, empossando seu adversário. Em solidariedade ao amigo João Neves da Fontoura, filho de Isidoro, o então jovem deputado estadual Getúlio Vargas renúncia ao mandato.
Sob sua administração a zona central de Cachoeira do Sul sofreu profundas intervenções. Deu-se início aos trabalhos de iluminação elétrica e fornecimento de força motriz durante o dia. Criou-se um incipiente fornecimento de água e esgoto. As estradas e comunicações entre os distritos e a sede foram melhoradas. Em 1910 parte da Sete de Setembro, rua central, sofreu macadamização, camada de brita socada com trator de rolo compressor cilíndrico, uma espécie de pavimentação antiga. Criou o bairro Rio Branco na cidade, através da desapropriação e loteamento da região para membros da classe média da cidade, em especial para a comunidade de ascendência alemã, uma característica do bairro foram as ruas extremamente largas para a época, evidenciando a visão progressista da administração municipal.  Novos cordões e passeios na rua Sete de Setembro foram colocados e calhas foram reformadas. Na mesma época, foi construído o Largo do Colombo, contíguo à estação ferroviária, tal espaço representou o desejo cachoeirense de ter uma área moderna, caracterizando-se por suas ruas calçadas, alinhamento do meio-fio, postes de iluminação e árvores plantadas.
Filho do Coronel João Anchieta da Fontoura e D. Clara Augusta de Figueiredo Neves, casou-se em 1878 com Adalgysa Franco de Godoy, com quem teve doze filhos, é pai do Ministro das Relações Exteriores e embaixador do Brasil em Portugal João Neves da Fontoura e do deputado estadual Floriano Neves da Fontoura. Também é avô do General Carlos Alberto da Fontoura, chefe do Serviço Nacional de Informações e embaixador do Brasil em Portugal entre 1974 e 1978. A rua Isidoro Neves da Fontoura, no bairro Rio Branco, recebeu este nome em sua homenagem.

## Descendência
1. Otthilia Neves da Fontoura
2. Mercedes Neves da Fontoura
3. João Neves da Fontoura
4. Euclides Neves da Fontoura
5. Honor Neves da Fontoura
6. Anita Neves da Fontoura
7. Floriano neves da Fontoura
8. Marina Neves da Fontoura
9. Carmem Neves Da Fontoura
10. José Neves da Fontoura
11. Isidoro Neves da Fontoura Filho
12. Maria Neves da Fontoura